# Shut Your Mouth and Open Your Eyes
Shut Your Mouth and Open Your Eyes (рус. Закрой рот и открой глаза) — третий студийный альбом американской рок-группы AFI. Выпущен 11 ноября 1997 года на лейбле Nitro Records.

## Об альбоме
Shut Your Mouth and Open Your Eyes первый релиз группы с басистом Хантером Бёрганом, который тогда ещё не был постоянным членом группы; Хантера «одолжила», как сказано в буклете к альбому, группа The Force. Также будущий член группы Джейд Пьюджет был приглашён для записи бэк-вокала; Shut Your Mouth and Open Your Eyes — первый альбом AFI, в записи которого принимали участие все члены группы. Также Nick 13 из Tiger Army исполнял бэк-вокал в припеве песни «A Single Second».
К песне «Third Season» был снят клип, спродюсированный Дарреном Доуном и Кеном Даурио. В нём показаны члены группы, сидящие на крыльце загородного дома, в то время как группа детей грабит фургон с мороженым.
Внутри коробки с диском сбоку написаны слова «A Fire Inside», которые входят в текст первого трека «Keeping Out of Direct Sunlight (An Introduction)». Также данный альбом — первый, в котором эта фраза упоминается как расшифровка аббревиатуры «AFI». В ранних лонгплеях она расшифровывалась как Anthems For Insubordinates и Asking For It, однако члены группы утверждают, что «AFI» всегда расшифровывалось как «A Fire Inside».

## Список композиций
Все тексты написаны Дэйви Хэвоком, вся музыка написана Адамом Карсоном и Маркусом Стофолесом, кроме отмеченных.
| №                   | Название                                           | Композитор          | Длительность |
| ------------------- | -------------------------------------------------- | ------------------- | ------------ |
| 1.                  | «Keeping Out of Direct Sunlight (An Introduction)» |                     | 0:58         |
| 2.                  | «Three Reasons»                                    |                     | 1:33         |
| 3.                  | «A Single Second»                                  |                     | 2:12         |
| 4.                  | «pH Low»                                           |                     | 1:42         |
| 5.                  | «Let It Be Broke»                                  |                     | 2:06         |
| 6.                  | «Third Season»                                     |                     | 2:48         |
| 7.                  | «Lower Your Head and Take It in the Body»          |                     | 1:46         |
| 8.                  | «Coin Return»                                      |                     | 2:33         |
| 9.                  | «The New Patron Saints and Angels»                 |                     | 2:17         |
| 10.                 | «Three Seconds Notice»                             |                     | 1:35         |
| 11.                 | «Salt for Your Wounds»                             |                     | 2:24         |
| 12.                 | «Today's Lesson» (кавер на Filth)                  | Filth               | 2:14         |
| 13.                 | «The Devil Loves You»                              |                     | 1:30         |
| 14.                 | «Triple Zero»                                      |                     | 2:50         |
| Общая длительность: | Общая длительность:                                | Общая длительность: | 28:26        |

| №                   | Название            | Композитор          | Длительность |
| ------------------- | ------------------- | ------------------- | ------------ |
| 15.                 | «Self-Pity»         | Маркус Стофолес     | 0:56         |
| 16.                 | «Key Lime Pie»      | Адам Карсон         | 0:37         |
| Общая длительность: | Общая длительность: | Общая длительность: | 30:26        |

## Участники записи
| AFI - Дэйви Хэвок — вокал - Маркус Стофолес — бэк-вокал, гитара - Хантер Бёрган — бэк-вокал, бас-гитара - Адам Карсон — бэк-вокал, барабаны | Технический персонал - AFI — продюсеры - Энди Ирнст — звукорежиссёр - Эдди Шрейер — мастеринг Приглашённые музыканты - Nick 13 — бэк-вокал, гармоничный вокал («A Single Second») - Джейд Пьюджет — бэк-вокал |